# Koźmin Wielkopolski
Koźmin Wielkopolski (udtale: [ˈkɔʑmʲin vʲɛlkɔˈpɔlskʲi]) er en by i den sydlige del af voivodskabet Storpolen i den vestlige centrale del af Polen. Byen har 6.304(2021) indbyggere og et areal på 5,86 km², og er en del af powiatet Krotoszyn. Indtil 1. januar 1997 var byens officielle navn "Koźmin"; "Wielkopolski" (Storpolen) blev så føjet til navnet.

## Historie
En polsk middelalderbosættelse eksisterede på stedet så tidligt som i det 12. århundrede. Den ældste kendte omtale af Koźmin kommer fra 1232, det var en landsby ejet af tempelridderne. Den fik byrettigheder mellem 1251 og 1283. I 1338 gav kong Kasimir 3. den Store byen til Maćko Borowiec, som byggede et slot der. Slottet, der ligger langs den nuværende Zamkowa gaden, er stadig i brug i dag; det huser en skole og Muzeum Ziemi Koźminskiej (Koźmin-landets museum).
Koźmin var en privat by beliggende i Pyzdry-powiatet i Kalisz-voivodskabet i provinsen Storpolen i Kongeriget Polens krone. Byen skiftede ejere flere gange gange; det var ejet af Górkas, en fremtrædende Storpolsk familie, i det 16. århundrede og tilhørte senere Sapieha-familien. Det blev betragtet som en af de mest magtfulde byer i Storpolen i det 15. og 16. århundrede. Koźmin trivedes gennem handel og håndværk. I det 17. århundrede var det et lokalt center for reformationen.
Efter Polens anden deling, i 1793, blev det annekteret af Kongeriget Preussen. Genvundet af polakker efter den vellykkede Storpolske opstand i 1806, blev den inkluderet i det kortvarige polske Hertugdømmet Warszawa, i 1815 blev den genannekteret af Preussen.  Polakkerne deltog både i den mislykkede Storpolske opstand i 1848 og den sejrrige Storpolske opstand i 1918 –1919, hvorefter Kobylin blev integreret med Polen, kort efter genvandt uafhængigheden.

## Galleri
- Helligkors kirke
- Sankt Lawrence kirke
- Palads
- Kommunal park
- Historisk bankbygning